# Euclimacia vespiformis
Euclimacia vespiformis is een insect uit de familie van de Mantispidae, die tot de orde netvleugeligen (Neuroptera) behoort. 
Euclimacia vespiformis is voor het eerst wetenschappelijk beschreven door Okamoto in 1910.